# Shinzan
Shinzan (en japonais : シンザン) (1961-1996) est un cheval de course pur-sang anglais japonais. Vainqueur de la Triple Couronne japonaise, élu deux fois cheval de l'année et membre du Hall of Fame des courses japonaises, il est considéré comme le plus grand champion japonais de l'après-guerre.

## Carrière de courses

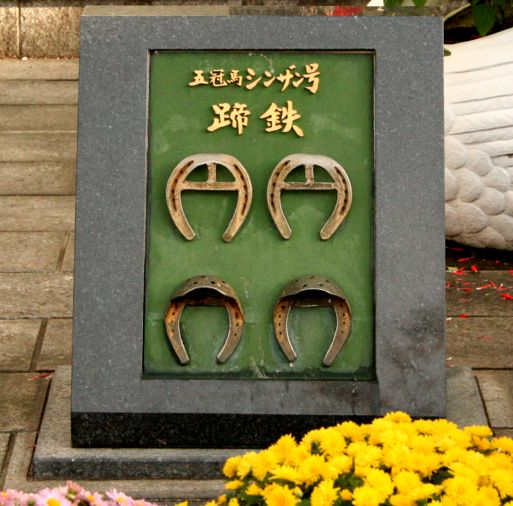
Ferrure de Shinzan conservée à l'hippodrome de Kyoto

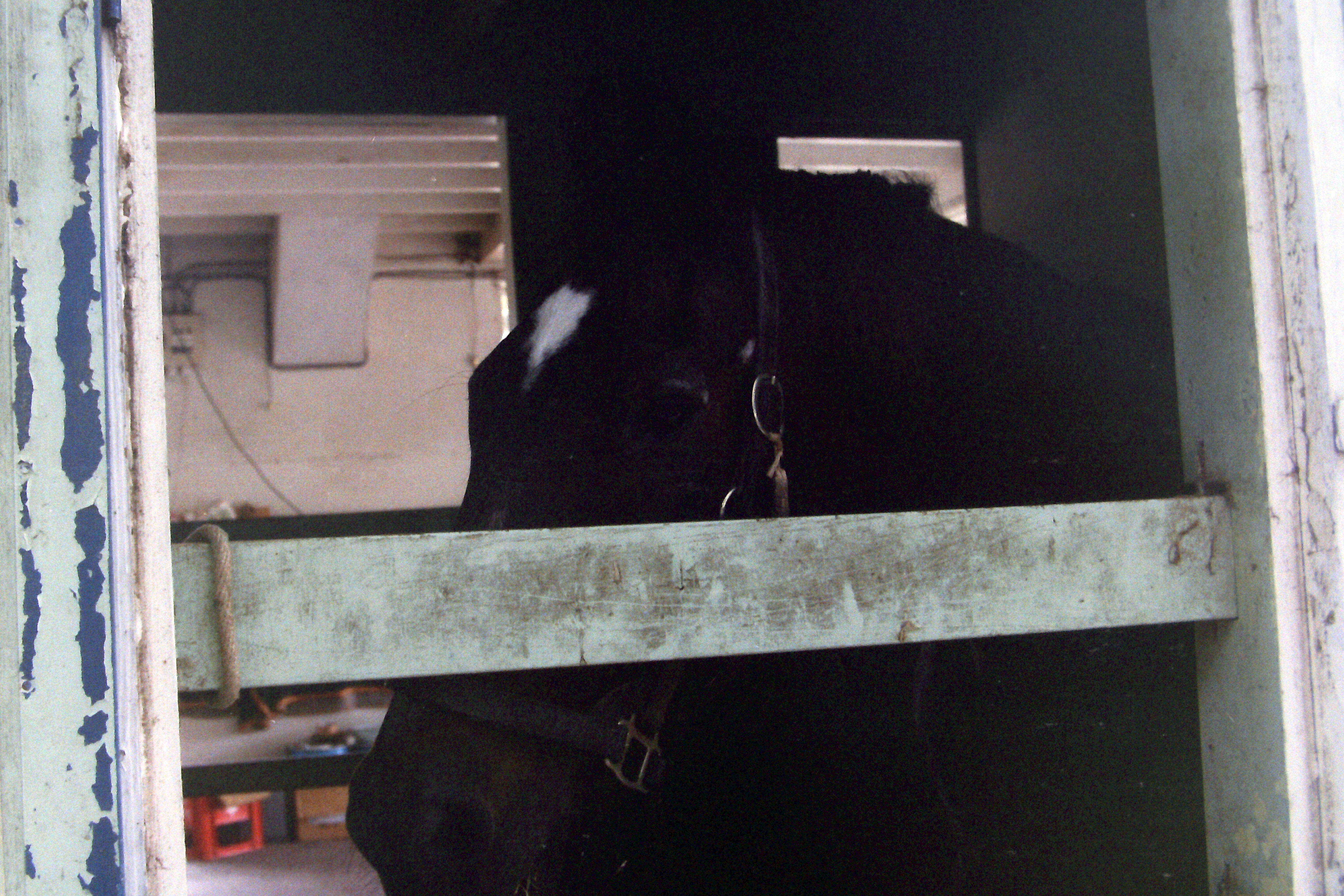
Shinzan en 1994 à Tanigawa Farm

Né dans un haras de Urakawa, sur l'île d'Hokkaidō, Shinzan rejoint en novembre 1962 l'écurie de Bungo Takeda, installée sur l'hippodrome de Kyoto, qui en confiera la monte à son gendre, Masaru Kurita. Le poulain débute en novembre 1963 à Kyoto et gagne d'emblée. Il aurait pu s'aligner au départ des meilleures courses pour 2 ans mais son entourage lui préfère d'autres poulains parmi lesquels le dénommé Onward Second, et il doit se contenter de gagner deux épreuves mineures. À 3 ans, Shinzan s'impose pour sa rentrée et se voit enfin offrir sa chance dans une préparatoire au Satsuki Shō, les Spring Stakes, dans lesquels il devance le champion des 2 ans 1963, Umeno Chikara, appelé à devenir son souffre-douleur. Cette victoire fait de lui le favori pour le Satsuki Shō (les 2000 Guinées japonaises) et le poulain se montre à la hauteur des attentes en s'adjugeant la course devant Asuka et Umeno Chikara.                    
Désormais vainqueur classique, Shinzan doit assoir sa domination dans le Tokyo Yushun, le Derby japonais. Mais Bungo Takeda, estimant que son protégé avait besoin de courir et ne pas se contenter de l'entraînement, décide de l'aligner dans une course où sa victoire dans le Satsuki Shō lui vaut de porter 10 kilos de plus que ses adversaires. Il n'y résiste pas et connaît pour la première fois le goût de la défaite, battu d'une encolure par un certain Yamaninshiro, dont cela restera l'unique titre de gloire. Shinzan remet les pendules à l'heure dans le Tokyo Yushun, dont il est resté le favori malgré la perte de son invincibilité : il l'emporte devant Umeno Chikara bien sûr, et Onward Second, son compagnon d'écurie. Lors de la trêve estivale, Shinzan souffre des effets de la canicule la plus forte depuis 40 ans au Japon, Bungo Takeda refusant d'envoyer son cheval au frais à Hokkaidō. Il perd beaucoup de poids et ne reprend le chemin de l'entraînement qu'en octobre. Suivant son idée de substituer la compétition à l'entraînement, Takeda l'aligne au départ d'une course dès le 10 du mois : il est deuxième, battu. Puis au départ de la Kyoto Cup : encore à court de condition, il s'incline à nouveau, défait par le bon Ballymoss Nisei. Mais pour le Kikuka Shō, Shinzan est enfin prêt, et devant 45 000 spectateurs et un record de paris (400 millions de yens misés) il l'emporte largement face à Umeno Chikara bien sûr (qui avait été propulsé favori après les deux défaites de son rival), et encore une fois Onward Second. Shinzan devient alors le second vainqueur de la Triple Couronne après St. Lite en 1941, et reçoit le titre de cheval de l'année au Japon.                                      
En 1965, Shinzan est annoncé dans le Tennō Shō de printemps, mais des ennuis de santé l'obligent à garder le box et il se rabat sur le Takarazuka Kinen, programmé en juin. Après deux courses de préparation et autant de victoire, il prend sa revanche sur Ballymoss Nisei dans la grande course de Hanshin. À l'automne, il enchaîne avec le Tennō Shō d'automne et, lors de la cérémonie de remise des prix, son propriétaire Kokichi Hashimoto annonce qu'il se retirera à la fin de l'année, après l'Arima Kinen. Interrogé sur l'éventualité d'un déplacement à l'étranger, Bungo Takeda affirme quant à lui, après un voyage américain où il a vu le champion Ryu Forel (cheval de l'année 1963) sombrer corps et âme dans le Washington, D.C. International, que son protégé ne quittera jamais le sol natal. Une semaine avant l'Arima Kinen, Shinzan s'aligne au départ d'une course censée lui servir d'entraînement. Cette fois c'est trop pour Masaru Kurita, qui exprime son désaccord avec cette méthode en refusant de monter le cheval. C'est donc Hiroshi Takeda qui se met en selle (il l'avait déjà monté en début de saison) pour cette préparatoire où le dénommé Cliday devient le quatrième cheval à le battre, mais il est à noter que les quatre défaites de Shinzan ont toutes eu lieu dans des courses disputées en guise d'entraînement public, jamais dans une grande course. Et dans l'Arima Kinen, si Kurita doit laisser sa place à Zento Matsumoto, Shinzan s'offre une sortie en apothéose, devenant le premier cheval à remporter l'officieuse "quintuple couronne", c'est-à-dire gagner les cinq plus grandes courses japonaises de l'époque, les trois épreuves de la Triple Couronne à quoi s'ajoutent le Tennō Shō et l'Arima Kinen.                                       
En janvier 1966, deux cérémonies d'adieu sont organisées pour Shinzan, le 9 sur l'hippodrome de Tokyo, le 16 sur l'hippodrome de Kyoto. Le champion, adulé au Japon où il est parfois surnommé 神馬 ("le cheval dieu"), considéré comme le meilleur cheval japonais de l'histoire, revient deux ans plus tard sur ce dernier hippodrome pour l'inauguration de sa statue et de la plaque où son conserver les fers spécialement conçus pour lui. Enfin, Shinzan est naturellement le premier cheval à entrer au Hall of Fame des courses japonaises lorsque celui-ci est inauguré en 1984. Mais le temps passe et lorsque les amateurs de courses japonais sont invités à élire les meilleurs chevaux du XXe siècle, les quelque 210 000 votants placent Shinzan septième d'un classement dominé par Narita Brian, cinquième lauréat de la Triple couronne en 1994.                                         

### Résumé de carrière
| Date         | Hippodrome  | Pays        | Course              | Distance    | Jockey          | Place       | Écart       | Vainqueur ou deuxième |
| 1963, 2 ans  | 1963, 2 ans | 1963, 2 ans | 1963, 2 ans         | 1963, 2 ans | 1963, 2 ans     | 1963, 2 ans | 1963, 2 ans | 1963, 2 ans           |
| ------------ | ----------- | ----------- | ------------------- | ----------- | --------------- | ----------- | ----------- | --------------------- |
| 10 novembre  | Kyoto       | Japon       | Inédits             | 1 200 m     | Masaru Kurita   | 1er / 14    | 4           | Hoshitsuki            |
| 30 novembre  | Hanshin     | Japon       | Open                | 1 400 m     | Masaru Kurita   | 1er / 5     | 2 ½         | Ableman               |
| 14 décembre  | Hanshin     | Japon       | Open                | 1 600 m     | Masaru Kurita   | 1er / 8     | 4           | Okurayama             |
| 1964, 3 ans  |             |             |                     |             |                 |             |             |                       |
| 4 janvier    | Kyoto       | Japon       | Open                | 1 600 m     | Masaru Kurita   | 1er / 5     | 2           | Habinishi             |
| 29 mars      | Tokyo       | Japon       | Spring Stakes       | 1 800 m     | Masaru Kurita   | 1er / 14    | 1/2         | Yamanin Super         |
| 19 avril     | Tokyo       | Japon       | Satsuki Shō         | 2 000 m     | Masaru Kurita   | 1er / 24    | 3/4         | Asuka                 |
| 16 mai       | Tokyo       | Japon       | Open                | 1 800 m     | Masaru Kurita   | 2e / 12     | enc.        | Yamaninshiro          |
| 31 mai       | Tokyo       | Japon       | Tokyo Yushun        | 2 400 m     | Masaru Kurita   | 1er / 27    | 3/4         | Umeno Chikara         |
| 10 octobre   | Hanshin     | Japon       | Open                | 1 800 m     | Masaru Kurita   | 2e / 12     |             | Ichimikado            |
| 1er novembre | Kyoto       | Japon       | Kyoto Cup           | 1 800 m     | Masaru Kurita   | 2e / 6      |             | Ballymoss Nisei       |
| 15 novembre  | Kyoto       | Japon       | Kikuka Shō          | 3 000 m     | Masaru Kurita   | 1er / 12    | 2 ½         | Umeno Chikara         |
| 1965, 4 ans  |             |             |                     |             |                 |             |             |                       |
| 29 mai       | Hanshin     | Japon       | Open                | 1 600 m     | Hiroshi Takeda  | 1er / 7     | 4           | Yamahiro              |
| 13 juin      | Hanshin     | Japon       | Open                | 1 850 m     | Hiroshi Takeda  | 1er / 6     | 1 1/2       | Yamahiro              |
| 27 juin      | Hanshin     | Japon       | Takarazuka Kinen    | 2 000 m     | Masaru Kurita   | 1er / 6     | 1/2         | Ballymoss Nisei       |
| 2 octobre    | Hanshin     | Japon       | Open                | 1 850 m     | Hiroshi Takeda  | 1er / 10    | tête        | Hikaru Pola           |
| 3 novembre   | Tokyo       | Japon       | Meguro Kinen        | 2 500 m     | Masaru Kurita   | 1er / 11    | 1/2         | Bull Takachiho        |
| 23 novembre  | Tokyo       | Japon       | Tennō Shō (automne) | 3 200 m     | Masaru Kurita   | 1er / 12    | 2           | Haku Zuiko            |
| 18 décembre  | Nakayama    | Japon       | Open                | 2 000 m     | Hiroshi Takeda  | 2e / 5      |             | Cliday                |
| 26 décembre  | Nakayama    | Japon       | Arima Kinen         | 2 600 m     | Zento Matsumoto | 1er / 8     | 1 ¾         | Miharusaku            |

## Au haras
Malgré le long règne de Kumohata, un enfant du pays six fois tête de liste des étalons dans les années 50, les éleveurs japonais privilégient encore largement les étalons étrangers durant les années 60, au détriment des locaux, en qui ils ne font guère confiance. Et Shinzan a beau être un Dieu cheval, il fait la monte à un tarif relativement modeste (¥ 200 000) et ne rencontre la première année que 39 juments au haras Tanigawa où il est stationné. Il saillit essentiellement des poulinières de la région de Urakawa. Mais peu à peu il s'affirme comme le meilleur étalon né au Japon. En 1972, il entre dans top 20 des étalons, un classement monopolisé jusque-là par des reproducteurs importés (il faudra attendre Agnes Tachyon en 2008 pour voir un étalon né au Japon devenir tête de liste). Il y restera sans discontinuer jusqu'en 1983, atteignant le cinquième rang en 1978. Pour autant, il doit attendre 1981 pour qu'un de ses rejetons s'impose dans une course majeure (Minagawa Manna dans le Kikuka Shō). Mais il a montré la voie et, si aujourd'hui sa lignée mâle est éteinte (seuls quelques chevaux portent encore son sang, côté maternel), il restera le meilleur étalon produit par l'élevage japonais jusqu'à ce que Arrow Express puis Tosho Boy (le père de Mr. C.B., vainqueur de la Triple Couronne en 1983) le supplantent. Shinzan a 24 ans lorsque son meilleur produit, Miho Shinzan, est sacré meilleur 3 ans de l'année après avoir remporté le Satsuki Shō et le Kikuka Shō, et pris la deuxième place de l'Arima Kinen de Symboli Rudolf. Deux ans plus tard, alors que Miho Shinzan triomphe dans le Tennō Shō de printemps, Shinzan, dont la fertilité décline, est mis à la retraite.   
Shinzan termine sa vie à Tanigawa Farm. Sa santé décline au début des années 90 : il perd un œil, ses dents, et peine parfois à se tenir debout. Lorsque le plus grand champion de l'histoire des courses japonaises s'éteint le 13 juillet 1996, il est, à 35 ans, 3 mois et 11 jours, le plus vieux pur-sang vivant au Japon. Sa disparition est relayée par les médias, Takeshi Kitano plaisante sur son âge à la télévision et le Dieu cheval est inhumé à Tanigawa Farm sous une statue de bronze.

## Origines
Shinzan est un fils de l'étalon dominant des années 60 au Japon, Hindostan. Issu de l'élevage de l'Aga Khan, vainqueur de l'Irish Derby et fils de l'influent Bois Roussel, Hindostan débarque au Japon en 1950 et s'impose tout de suite comme une recrue de choix, devenant sept fois tête de liste entre 1961 et 1968, l'année de sa mort.  
Hayanabori, la mère de Shinzan, appartient à une famille très classique descendant de l'influente Irlandaise Beautiful Dreamer, importée au Japon en 1907, d'où ressortent le Hall of Famer Meiji Hikari et TM Ocean (championne des 3 ans en 2001). Elle a donné Onward Stan, un propre frère de Shinzan qui s'est classé troisième du Tenno Sho de printemps en 1962 et Linden (par Tosa Midori), vainqueur du Kyoto Yansai Tokubetsu, aujourd'hui labellisé groupe 3. Hayanabori est par la grande poulinière Daigo Buchanum Beauty, qui a par ailleurs donné Jitsu Homare (par Minami Homare), lauréate du Yūshun Himba (les Oaks japonaises) et deuxième du Oka Shō (équivalent des 1000 Guinées), et Orion (par Tsukitomo), mère du classique Kazuyoshi (par Turk's Reliance), vainqueur du Satsuki Shō 1957 et deuxième de Meiji Hikari dans le Derby.   

### Pedigree
| Origines de Shinzan (JPN), mâle bai né en 1961 | Origines de Shinzan (JPN), mâle bai né en 1961 | Origines de Shinzan (JPN), mâle bai né en 1961 | Origines de Shinzan (JPN), mâle bai né en 1961 |
| ---------------------------------------------- | ---------------------------------------------- | ---------------------------------------------- | ---------------------------------------------- |
| Père Hindostan                                 | Bois Roussel                                   | Vatout                                         | Prince Chimay                                  |
| Père Hindostan                                 | Bois Roussel                                   | Vatout                                         | Vashti                                         |
| Père Hindostan                                 | Bois Roussel                                   | Plucky Liege                                   | Spearmint                                      |
| Père Hindostan                                 | Bois Roussel                                   | Plucky Liege                                   | Concertina                                     |
| Père Hindostan                                 | Sonibai                                        | Solario                                        | Gainsborough                                   |
| Père Hindostan                                 | Sonibai                                        | Solario                                        | Sun Worship                                    |
| Père Hindostan                                 | Sonibai                                        | Udaipur                                        | Blandford                                      |
| Père Hindostan                                 | Sonibai                                        | Udaipur                                        | Uganda                                         |
| Mère Hayanobori                                | Hayatake                                       | Theft                                          | Tetratema                                      |
| Mère Hayanobori                                | Hayatake                                       | Theft                                          | Voleuse                                        |
| Mère Hayanobori                                | Hayatake                                       | Hiryū                                          | Clackmannan                                    |
| Mère Hayanobori                                | Hayatake                                       | Hiryū                                          | Yinkari                                        |
| Mère Hayanobori                                | Daigo Buchanum Beauty                          | Tournesol                                      | Gainsborough                                   |
| Mère Hayanobori                                | Daigo Buchanum Beauty                          | Tournesol                                      | Soliste                                        |
| Mère Hayanobori                                | Daigo Buchanum Beauty                          | Buchanum Beauty                                | Shian Mor                                      |
| Mère Hayanobori                                | Daigo Buchanum Beauty                          | Buchanum Beauty                                | Daisan Beautiful Dreamer (famille 12)          |